# Bruine Put
Bruine Put est une colline située dans le village belge de Tourneppe, dans le Brabant flamand. Le point le plus élevé est située au nord du centre du village de Tourneppe, entre Tourneppe et Lot .

## Cyclisme
La montée est surtout connue pour la course cycliste de la Flèche brabançonne. Dans cette course, le Bruine Put est toujours escaladé du côté de Lot sur la chaussée de Lot. Dans l'édition 2019, elle est même escaladée deux fois. Le côté qui part du centre de Tourneppe est plus difficile.  Ce côté-là a été pris par les coureurs du Tour de France 2004.[réf. nécessaire]